# Earophila planicolor
Earophila planicolor là một loài bướm đêm trong họ Geometridae.